# Comfortably Numb
«Comfortably Numb» ("Cómodamente adormecido/entumecido") es la sexta canción escrita por Roger Waters y David Gilmour, grabada y publicado por la banda de rock progresivo Pink Floyd, lanzado el 30 de noviembre de 1979, como parte del álbum "The Wall" y en la película "Pink Floyd: The Wall".
La melodía vocal del estribillo y sus acordes fue creada por Gilmour, y se trataba de un demo que quedó fuera de su primer álbum solista. Gilmour llevó el demo a las grabaciones de The Wall, desde allí Roger Waters compuso el resto de la melodía y sus acordes (la parte del "doctor", que canta él mismo) y escribió la letra completa. También agregó la línea "I have become comfortably numb" y su melodía vocal. Luego esta maqueta fue mandada a orquestar especialmente por el productor del álbum y este quedó satisfecho tras recibir la partitura orquestal compuesta por Michael Kamen. Finalmente Gilmour grabó los dos famosos solos de guitarra, y se discutió arduamente entre los tres cómo debería ser el sonido general de la canción, hasta llegar a la versión que finalmente fue publicada.
La pieza ya estructurada tras el sampling de Gilmour, se origina por una traumática experiencia vivida por Roger Waters en la gira “In The Flesh”. El 29 de junio de 1977, el líder de la banda no estaba en condiciones de presentarse en el estadio Spectrum de Philadelphia por fuertes dolores abdominales. El médico tratante le inyectó un fuerte relajante muscular que permitió a Waters tocar ese día, completamente adormecido y con sus manos que se sentían “como dos globos de juguete”. Waters sería diagnosticado con hepatitis tras esa presentación.
Waters en entrevista posterior en 2009, haría mención nuevamente a “sus manos como dos globos”, recordando experiencias traumáticas de niño cuando estaba enfermo y con una alta fiebre que hacían sentir sus extremidades de esa manera.
Comfortably Numb es considerada como parte del canon de la historia del rock clásico y una de las mejores creaciones de la banda inglesa, ya que es recurrentemente incluida en las presentaciones en directo, tanto de Pink Floyd como de David Gilmour y Roger Waters en solitario. En la práctica, es la última canción que la banda tocó con su formación clásica de cuarteto (Gilmour - Waters - Wright - Mason), ya que fue el tema de cierre en la última presentación que hizo Pink Floyd (en su reunión en uno de los conciertos de "Live 8"). Este concierto se encuadró dentro de un evento mundial para recaudar ayuda humanitaria, y fue organizado por Bob Geldof, el protagonista de la película Pink Floyd The Wall.
Los dos solos de guitarra que toca David Gilmour (en especial el segundo) son considerados como sus mejores solos en Pink Floyd y como unos de los mejores solos de guitarra de toda la historia; de hecho, la revista Guitar World lo situó en el número 4 de su lista de "Los 100 mejores solos de la historia". Además, en agosto de 2006, el solo fue votado por los espectadores de la estación de radio Planet Rock como el mejor solo de guitarra de la historia jamás grabado.
En las interpretaciones en vivo, la duración del tema variaba entre los 8 minutos llegando a pasar los casi 10 minutos de duración (The Division Bell Tour).
En el 2004, la revista Rolling Stone posicionó la canción en el puesto número 314 en las lista de "Las 500 mejores canciones de todos los tiempos", aunque en el 2011 descendió al puesto número 321.

## The Wall Live
En la gira de Waters, el músico dice Is there anybody out there?, dando inicio a la canción de The Wall. El 12 de mayo de 2011, en un concierto en el O2 Arena de Londres, David Gilmour hace su aparición en la parte superior del muro. El coro es cantado desde arriba del muro por David Gilmour, y cuando éste realiza el último solo, en el comienzo de la parte aguda, Waters "rompe" el muro, que se resquebraja y detrás aparecen animaciones abstractas que van formando el "escenario" virtual donde se desarrollará la siguiente parte del concierto.

## Personal
- Roger Waters – voz (versos), bajo.
- David Gilmour – voz (puente y estribillo), guitarra acústica, guitarra eléctrica,[1] pedal steel guitar, sintetizador Prophet-5.
- Nick Mason – batería.
- Richard Wright – órgano.

con
- Michael Kamen – arreglos orquestales.[1]
- Lee Ritenour – guitarra acústica[1]

## Personal en las versiones dePrismyDelicate Sound of Thunder
- David Gilmour - voz principal y guitarra.
- Nick Mason - batería
- Richard Wright - teclados, voz
- Jon Carin - teclados adicionales, voces.
- Guy Pratt - bajo, voces
- Gary Wallis - teclados, percusión y voces.
- Tim Renwick - guitarra acústica.[1]
- Rachel Fury - voz principal con David Gilmour.

## Personal en las versiones deA Perfect ReceptionyLive At Knebworth 1990
- David Gilmour - voz principal y guitarra.
- Nick Mason - batería
- Michael Kamen - teclados
- Jon Carin - teclados adicionales, voces.
- Guy Pratt - bajo, voces
- Gary Wallis - teclados, percusión y voces.
- Tim Renwick - guitarra acústica.[1]
- Sam Brown - voz principal con David Gilmour

## Personal en las versiones deThe Wall - Live in BerlinyMusic From The Motion Picture The Departed(The Departed)
- Roger Waters - voz principal
- Van Morrison - voz (estribillo)
- The Band - voz (estribillo)
- Peter Wood - teclados
- Andy Fairweather Low - bajo, voces
- Graham Broad - batería
- Berlin Radio Symphony Orchestra (Berlín Oriental), Michael Kamen - orquestación
- Jon Joyce - voz principal con Van Morrison

## Personal en las versiones deA Passage of TimeyPULSE
- David Gilmour - voz principal y guitarra.
- Nick Mason - batería
- Richard Wright - teclados, voz
- Jon Carin - teclados adicionales, voces.
- Guy Pratt - bajo, voces
- Gary Wallis - teclados, percusión y voces.
- Tim Renwick - guitarra acústica.[1]
- Sam Brown - voz principal con David Gilmour.